# Maria Zakharova
Pour les articles homonymes, voir Zakharov.
Maria Vladimirovna Zakharova (en russe : Мари́я Влади́мировна Заха́рова) est une diplomate russe, née le 24 décembre 1975 à Moscou. Elle est la directrice de l'information et de la presse du ministère russe des Affaires étrangères et, de fait, la porte-parole de ce ministère depuis le 10 août 2015.
Depuis fin 2017, elle a le rang d’ambassadeur extraordinaire et plénipotentiaire de la fédération de Russie. En 2022, elle est placée sous sanctions internationales, dans le contexte de l'invasion de l'Ukraine par la Russie, pour son rôle central dans la propagande et la désinformation du Kremlin.

## Biographie

### Jeunesse et formation
Maria Zakharova vient d'une famille de diplomates. Ainsi, elle passe son enfance à Pékin, où son père Vladimir Zakharov travaille à l'ambassade de 1981 à 1991, moment de la chute de l'Union soviétique. Sa mère, Irina, travaille au musée des Beaux-Arts Pouchkine.
En 1993, elle entre à l'Institut d'État des relations internationales de Moscou et en ressort diplômée en 1998 en journalisme et orientalisme. Son stage de fin d'études se déroule à l'ambassade russe de Pékin.

### Carrière
Maria Zakharova rejoint le ministère russe des Affaires étrangères après ses études, en tant qu'attachée de presse et rédactrice de la publication mensuelle Diplomatitcheskiy vestnik (Дипломатический вестник, La Revue diplomatique).
Entre 2005 et 2008, elle est directrice du service de presse de la représentation permanente de la Russie auprès de l'ONU à New York. Entre 2008 et 2011, elle occupe plusieurs postes au sein de l'appareil central du ministère. Entre 2011 et 2015, elle est vice-directrice du département de l'information et de la presse du ministère.
Le 10 août 2015, elle est nommée directrice de ce département et devient la première femme russe à occuper ce poste. En 2016, elle est nommée parmi les cent femmes d'exception selon la BBC.
Depuis fin 2017, elle a le rang d’ambassadeur extraordinaire et plénipotentiaire de la fédération de Russie.
En février 2022, suivant son habitude, elle fustige les médias étrangers, qu'elle qualifie de « médias de désinformation de masse des États-Unis et de la Grande-Bretagne », et se moque de leurs prévisions d'une invasion imminente de l'Ukraine par la Russie. Elle partage ensuite régulièrement la désinformation issue de la propagande de guerre du Kremlin, niant notamment les crimes de guerre commis par l'armée russe.
Le Canada, l'Australie, le Royaume-Uni et les vingt-sept pays de l'Union européenne lui interdisent l'entrée sur leur territoire et la frappent de sanctions économiques dès le déclenchement de l'invasion de l'Ukraine par la Russie en 2022,,,,, ainsi qu'à d'autres personnalités et propagandistes russes, dont Piotr Tolstoï, Vladimir Soloviev ou encore Margarita Simonian. Maria Zakharova est décrite comme « une figure centrale de la propagande gouvernementale ». 
Le 7 septembre 2022 elle décrit l'élection de Liz Truss en tant que Première ministre du Royaume-Uni comme « crise de la démocratie britannique ».

## Déclarations et prises de position
En 2017, Maria Zakharova accuse l'Union européenne d'hypocrisie pour son approche différente devant les mouvements séparatistes en Crimée et en Catalogne où des centaines de personnes sont blessées par les forces de sécurité espagnoles, empêchant ainsi les Catalans de voter lors du référendum sur l'indépendance de la Catalogne, déclarant : « Je vois et lis ce qui se passe en Catalogne. Et l'Europe a à nous dire quelque chose sur le référendum en Crimée et la protection des droits de l'homme. ».
En juin 2019, au cours d'une conférence de presse, elle rend hommage à ceux ayant perdu leur vie sur le front ouest de la Seconde Guerre mondiale et déclare que le gouvernement russe apprécie l'effort de guerre allié et ajoute que « cet effort ne doit bien sûr pas être exagéré. Et surtout pas quand cela minimise les efforts titanesques de l'Union soviétique, sans laquelle cette victoire n'aurait tout simplement pas eu lieu. ». Elle précise ensuite : « Comme le notent les historiens, le débarquement de Normandie n'a pas eu d'impact décisif sur l'issue de la Seconde Guerre mondiale et de la Grande Guerre patriotique. Cet impact avait déjà été prédéterminé à la suite des victoires de l'Armée rouge, principalement à Stalingrad (à la fin de 1942) et à Koursk (au milieu de 1943). Il y avait une volonté d'attendre l'affaiblissement maximal de la puissance militaire de l'Allemagne à cause de ses énormes pertes à l'est, tout en réduisant les pertes à l'ouest. ».